# Ryad Merhy
Ryad Merhy, né le 28 novembre 1992, est un boxeur professionnel belge d'origine libanaise par son père et ivoirienne par sa mère.

## Carrière
Passé professionnel en 2013, il remporte ses 24 premiers combats professionnels, dont 20 avant la limite. Merhy a été champion WBA inter-continental des poids lourds-légers avant de s'incliner pour le titre WBA régulier de la catégorie le 24 mars 2018 par arrêt de l'arbitre au 11e round contre Arsen Goulamirian.
Ryad Merhy remporte le titre de champion du monde WBA par intérim le samedi 19 octobre 2019 à Charleroi face au Hongrois Imre Szello. Le 28 janvier 2021, le Kazakh Beibut Shumenov, faute d'avoir défendu son titre, cède au Belge la ceinture de champion du monde WBA régulier des lourds-légers.

## Distinctions
- Citoyen d'honneur de Liège (2022)[3]